# 이천시립도서관
이천시립도서관은 경기도 이천시 창전동 소재의 시립 도서관이다.
보유 도서는 2021년 현재 4월 1일 기준으로 177,382권이 있다.

## 연혁
이천시립도서관은 1997년 11월 3일 개관하였다. 2006년 11월 23일 평생학습센터 조직을 개편하였다.

## 시설
- 3층: 제1·2·3열람실, 정기간행물실
- 2층: 문헌정보실, 전자정보실, 전산실
- 1층: 어린이실, 가족열람실, 사무실, 정리서고
- 지하1층: 회의실, 시청각실, 식당 및 매점, 전기실, 기계실